# ايدوين فالنسيا
ايدوين فالنسيا (بالإسبانية: Edwin Valencia)‏ (29 مارس 1989 كولومبيا - ) هو لاعب كرة قدم كولومبي، يلعب كلاعب وسط.

## مسيرته الكروية
لعب ايدوين فالنسيا خلال مسيرته الاحترافية مع 5 أندية في خمسة عشر موسمًا وسجل خلالها 5 أهداف ضمن 231 مباراة. ولم يفز بأي موسم بالكأس وفاز في ثلاثة مواسم بالدوري.
خاض ايدوين فالنسيا مسيرته مع نادي أمريكا دي كالي في موسم 2004 واستمر معه طيلة ثلاثة مواسم، مشاركًا في 62 مباراة سجل خلالها 5 أهداف. ثم انتقل إلى نادي أتلتيكو باراناينسي في موسم 2007 ليلعب معه أربعة مواسم، حيث شارك في 86 مباراة ولم يسجل أي هدف. لينتقل بعدها إلى نادي فلومينينسي في موسم 2010 ليلعب معه خمسة مواسم، مشاركًا في 68 مباراة ولم يسجل أي هدف أيضًا. ثم انتقل إلى نادي سانتوس في عامي 2015-2017 ولمدة موسمين، مشاركًا في 3 مباريات ولم يسجل أي هدف أيضًا. هذا وانتقل لاحقًا إلى نادي أتلتيكو ناسيونال ما بين عامي 2017 و2018 لمدة موسم واحد، مشاركًا في 12 مباراة ولم يسجل أي هدف أيضًا.

## روابط خارجية
- ايدوين فالنسيا على موقع الاتحاد الدولي (مؤرشف)  (الإنجليزية)
- ايدوين فالنسيا على موقع قاعدة بيانات كرة القدم.إي يو (الإنجليزية)
- ايدوين فالنسيا على موقع ناشيونال فوتبول تيمز (الإنجليزية)
- ايدوين فالنسيا على موقع Soccerway.com (الإنجليزية)